# 維謝格拉德集團
維謝格拉德集團（Visegrad Group），或稱維謝格拉德集團四國（Visegrad Four，簡寫為），是由中歐的捷克、匈牙利、波蘭、斯洛伐克等4國所組成的政治及文化合作組織，以匈牙利城市維謝格拉德命名。其成員國均在2004年5月1日加入歐洲聯盟，亦均為北約成員國。

## 概述
維謝格拉德集團是捷克斯洛伐克、匈牙利、波蘭三國於1991年2月15日在維謝格拉德舉辦首腦會議後決定成立的。後因捷克斯洛伐克解體，成員國變為四國。維謝格拉德對於這4個國家有著歷史意義。中世紀時，波希米亞王國（今捷克）、匈牙利王國、波蘭王國3國的君主為了相互合作，曾於1335年與1339年在此召開會議。維謝格拉德集團的成員國有相似的文化及歷史背景，也是組成這個合作組織的重要原因。
為進一步推動維謝格拉德集團成員國間的合作，從1999年5月起，該集團成員國的政府首腦每年定期正式會晤一次外，另舉行一次非正式會晤。
2007年，維謝格拉德集團已經建立了議會間的合作模式，以及總統和總理級別的合作對話機制。
2011年10月8日為維謝格拉德集團成立24周年，成員國總統在維謝格拉德舉行會晤，一致支持開發利用核能。2012年5月4日，成員國國防部長舉行會晤，在捷克簽署共同聲明，將於2016年上半於歐盟架構內組建戰鬥部隊，以表明「中歐四國有能力接受軍事任務」。
| 国家     | 官方名称     |
| -------- | ------------ |
| 捷克     | 捷克語：     |
| 斯洛伐克 | 斯洛伐克語： |
| 波蘭     | 波蘭語：     |
| 匈牙利   | 匈牙利語：   |

## 歷史背景

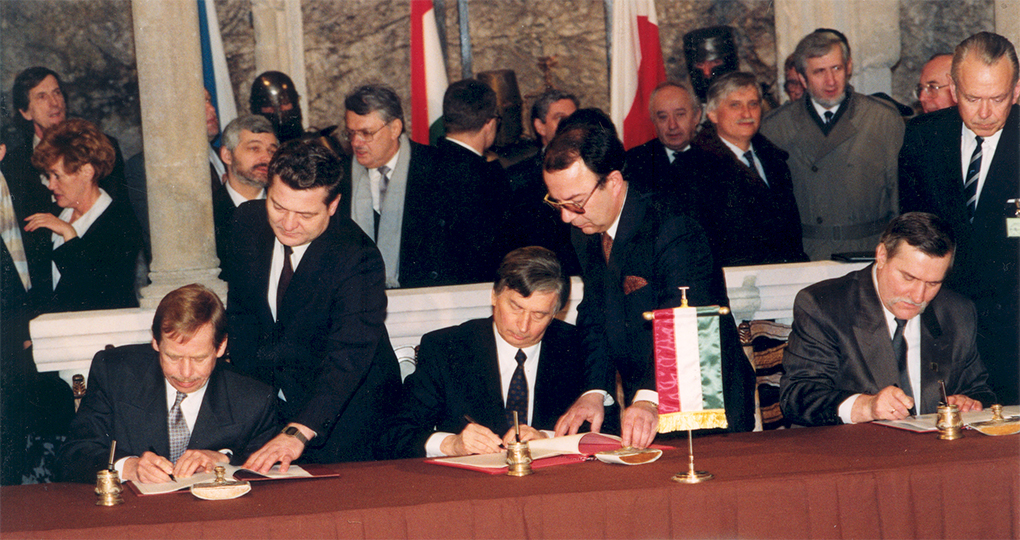
集團於1991年2月成立簽署現場

集團名字來自1335年的維謝格拉德會議。當時波希米亞國王約翰一世、波蘭國王卡齊米日三世及匈牙利國王查理一世齊聚該地，試圖繞開維也納，與其他歐洲國家建立新商道。
自16世紀開始，三個王國皆深受以維也納爲中心的哈布斯堡君主國所影響，直至第一次世界大戰之後奧匈帝國解體。二戰後，三國成爲蘇聯的衛星國，分別是波蘭人民共和國，匈牙利人民共和國及捷克斯洛伐克社會主義共和國。1989年經歷東歐劇變及柏林牆倒塌之後，三國皆放棄共產主義，重新建立民主制度及資本主義。1991年12月，蘇聯解體。而維謝格拉德集團則建立於蘇聯解體及東歐劇變之間，即1991年2月15日。

## 人口与經濟
四國共有人口 64,301,710，與法國、意大利或英國相當，排名歐洲第4及世界第22。波蘭爲人口最大國（3800萬），其次爲捷克（1100萬），匈牙利（1000萬）及斯洛伐克（550萬）。
現集團內四國皆屬於高收入國家及極高人類發展指數國家。2009年，斯洛伐克加入歐元區，而其他國家則繼續使用本國貨幣。
若將集團四國視作同一國家，V4則成爲第四大歐洲經濟體及第十二大全球經濟體。根據2020年人均GDP（購買力平價）估算數據，集團內至發達的國家爲捷克（40,858美元），隨後爲斯洛伐（38,321美元），匈牙利（35,941美元）及波蘭（35,651美元）。四國於2019年的平均人均GDP（購買力平價）爲34,865美元。
四國有着共同的親核能立場，同時支持發展以波蘭爲首的核武器工業，並且於歐盟內與其他反核能的成員國在此立場上一直有摩擦。

## 舉措

### 國際維謝格拉德基金
國際維謝格拉德基金 （IVF） 是維謝格拉德集團國家唯一制度化的區域合作形式。
該基金的主要目標是通過支持區域非政府組織來加強中歐和東歐人民和機構之間的聯繫。

### 防務合作

#### 維謝格拉德戰鬥群
2011年5月12日，波蘭國防部長Bogdan Klich表示，波蘭將領導一個新的歐盟維謝格拉德集團戰鬥群。該決定是在斯洛伐克 Levoča 舉行的 V4 國防部長會議上做出的，該戰鬥群開始投入使用，並於 2016 年上半年處於待命狀態。部長們還同意，V4 軍隊應在北約反應部隊的主持下舉行定期演習，首次此類演習將於 2013 年在波蘭舉行。該戰鬥群包括 V4 和烏克蘭的成員。另一個 V4 歐盟戰鬥群於 2019 年下半年成立（V4 + 克羅埃西亞），另一個將於 2023 年上半年待命。

#### 其他合作領域
2014年3月14日，作為對2014年俄羅斯對烏克蘭的軍事干預的回應，簽署了一項關於在歐盟內成立聯合軍事機構的協定。隨後的行動計劃定義了這些其他合作領域：
- 防禦規劃
- 聯合訓練和演習
- 聯合採購和國防工業
- 軍事教育
- 聯合空域保護
- 位置協調
- 溝通策略

V4 聯合後勤支援群總部 （V4 JLSG HQ） 成立於 2020 年，將於 2023 年初達到全部作戰能力。

### 維謝格拉德專利局
根據 2015 年 2 月 26 日在布拉提斯拉瓦簽署的協定，該研究所旨在從 2016 年 7 月 1 日起作為《專利合作條約》（PCT） 下的國際檢索單位 （ISA） 和國際初步審查單位 （IPEA） 運作。

## 區域關係

### 歐盟内部
四國皆在2004年歐盟東擴中成爲歐盟成員國，並於2007年加入申根區。

#### 奧地利

奧斯特里茨宣言簽署國：奧地利、捷克、斯洛伐克

奧地利是V4集團的西南方鄰國。2015年，奧地利、捷克及斯洛伐克三國於捷克城市布爾諾附近斯拉夫科夫共同簽署奧斯特里茨宣言，即斯拉夫科夫宣言，捷克方面宣稱奧斯特里茨框架並非嘗試與維謝格拉德集團競爭，而是作爲集團的補充。
奧地利自由黨稱願意於集團建立深入合作關係。而奧地利人民黨方面則稱希望藉助與集團的合作，成爲東西歐的交流橋樑。

#### 德國
德國是集團的西邊鄰國，同時亦是集團的重點經濟夥伴。2018年，德國與集團四國的貿易及投資量大於其與中國的經濟交流。

### 歐盟外部
匈牙利、波蘭及斯洛伐克與烏克蘭接壤。而波蘭則與白俄羅斯及俄羅斯加里寧格勒接壤。捷克是集團中唯一全境被歐盟成員國包圍的國家。匈牙利在南邊與塞爾維亞接壤，後者爲歐盟的候選國。

#### 烏克蘭

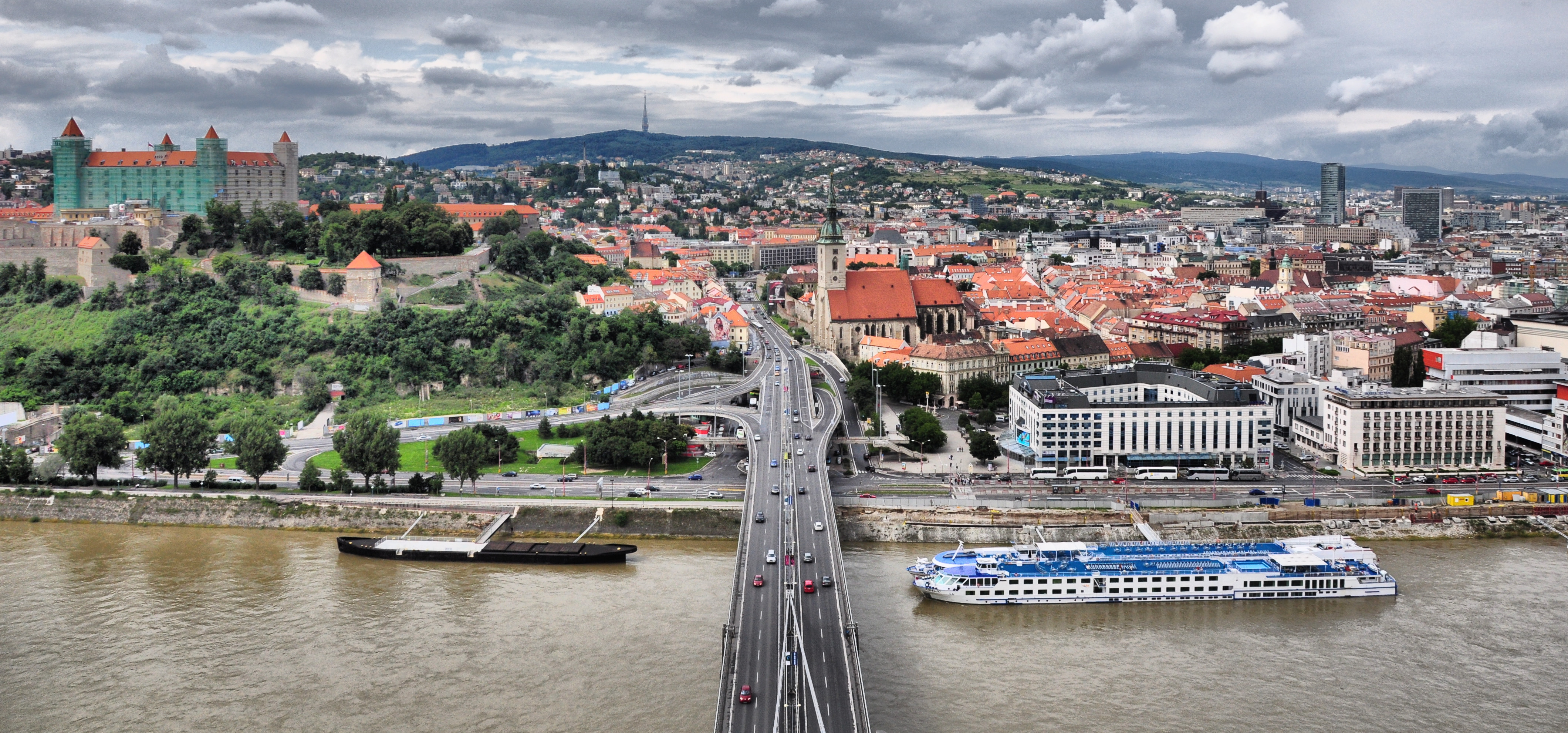
斯洛伐克布拉提斯拉瓦

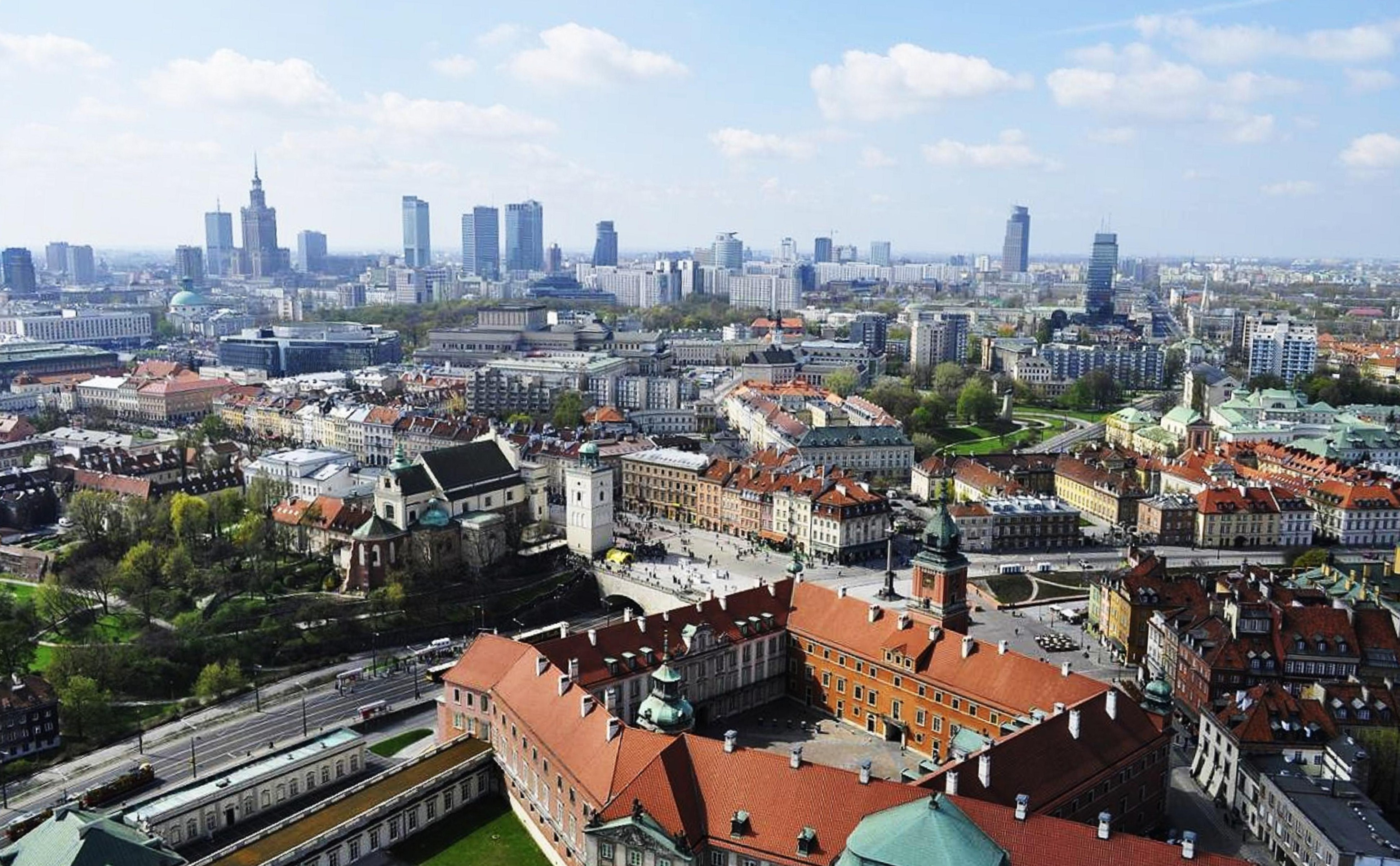
波蘭華沙

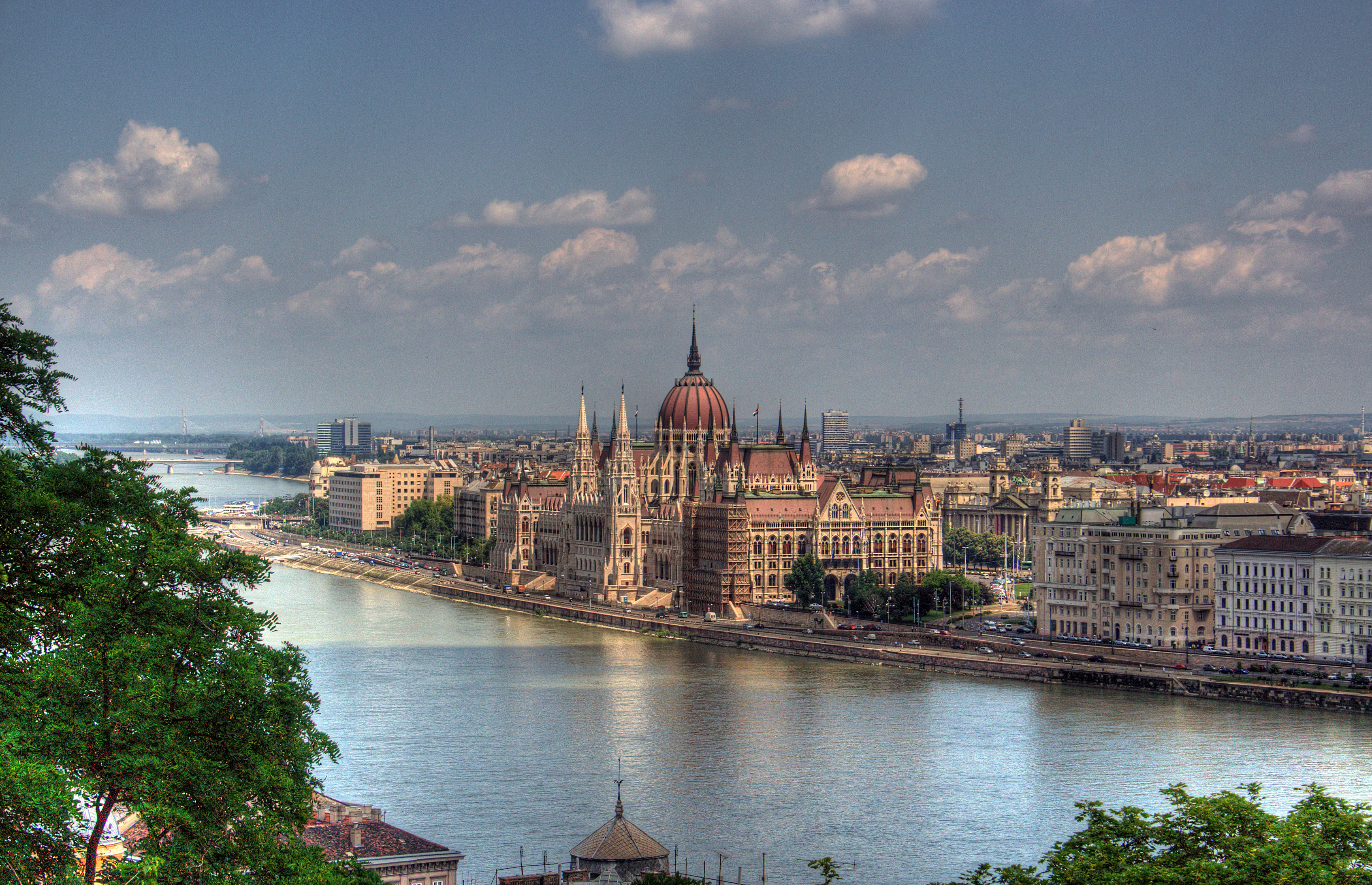
匈牙利布達佩斯

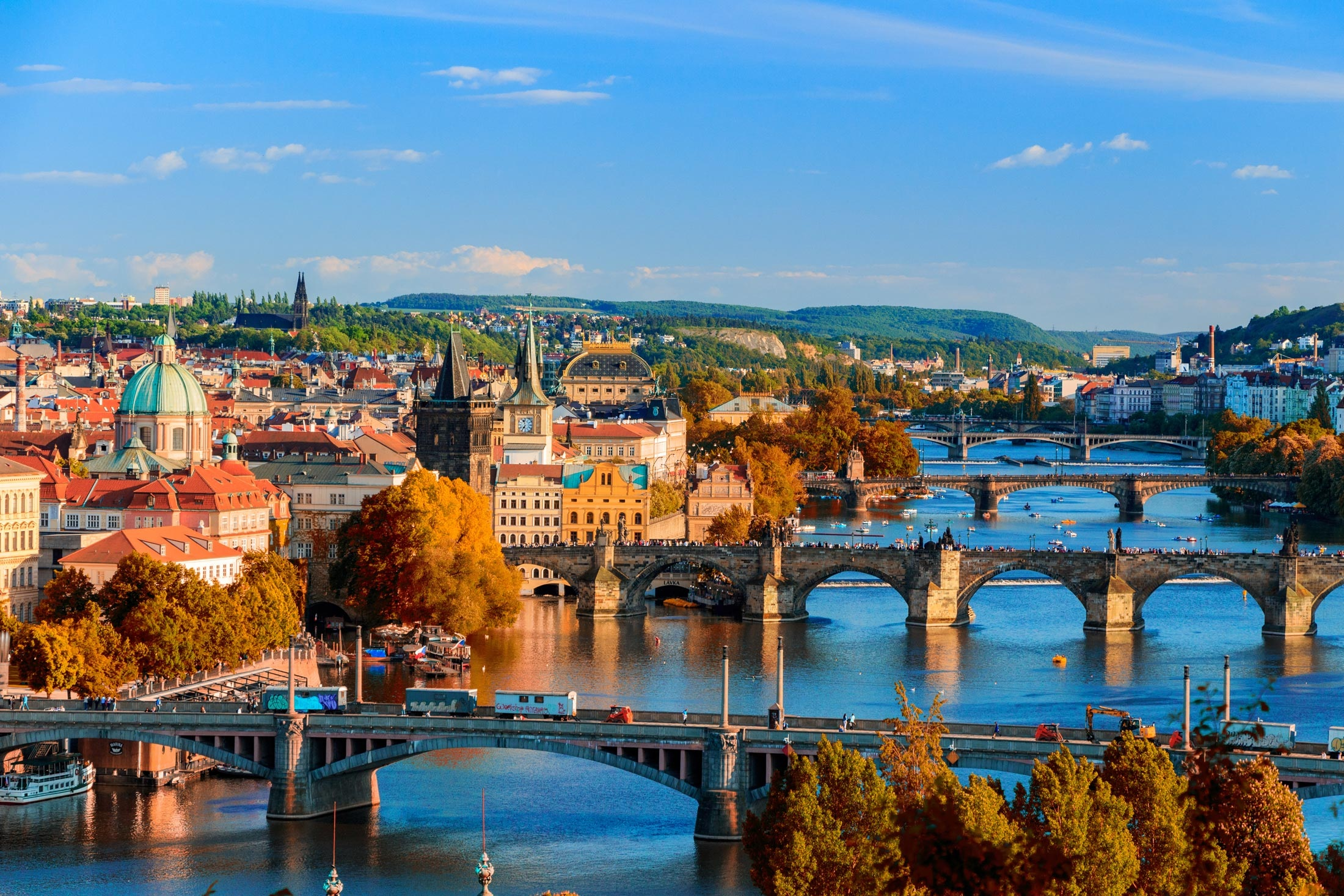
捷克布拉格

烏克蘭是V4集團的東邊鄰國，同時亦是維謝格拉德集團基金會的最大受援助國。集團鼓勵烏克蘭融入歐盟。烏克蘭與歐盟於2016年簽訂深度全面的自由貿易協定。

## 歐洲移民危機
維謝格拉德集團在歐洲移民危機上，皆一致反對歐盟要求成員國按比例分配接收難民的計劃。波蘭、匈牙利、捷克和斯洛伐克組成的維謝格拉德集團尋求在難民議題上提出自己的方案，對德國總理安吉拉·默克爾的接收政策尤其不滿，其後柏林推動歐盟各成員國按強制移民配額來接收難民，更引起其他中歐多國的強烈反彈。

## 四國數據對比
| 國徽                    |                                                                                 | |                                                                                 | |
| 國旗                    | 捷克                                                                            | 匈牙利 | 波兰                                                                            | 斯洛伐克 |
| 人口                    | ▲ 10,649,800 (2019)                                                             | ▼ 9,772,756 (2019) | ▼ 37,972,812 (2019)                                                             | ▲ 5,450,421 (2019) |
| 面積                    | 78,866 平方公里                                                                 | 93,028 平方公里 | 312,696 平方公里                                                                | 49,035 平方公里 |
| 人口密度                | 134人 /平方公里                                                                 | 105.9人 /平方公里 | 123人 /平方公里                                                                 | 111人 /平方公里 |
| 政府                    | 單一制議會制共和國                                                              | 單一制議會制共和國 | 單一制半總統制共和國                                                            | 單一制議會制共和國 |
| 首都                    | 布拉格                                                                          | 布達佩斯 | 華沙                                                                            | 布拉迪斯拉發 |
| 官方語言                | 捷克语                                                                          | 匈牙利语 | 波兰语                                                                          | 斯洛伐克语 |
| 主要宗教                | 44.7% 未申報 34.5% 無宗教 / 10.5% 羅馬天主教 / 2% 其他基督教 / 0.7% 其他        | 38.9% 天主教 （羅馬, 希臘） / 13.8% 新教 （改革宗, 路德宗） / 0.2% 東正教 / 0.1% 猶太教 / 1.7% 其他 / 16.7% 無宗教/ 1.5% 無神論 / 27.2% 未聲明 / | 87.58% 羅馬天主教 / 7.10% 選擇不回答 / 1.28% 其他 / 2.41% 無宗教 / 1.63% 未聲明 | 62% 羅馬天主教 / 5.9% 新教 (路德宗) / 3.8% 東儀天主教（希臘禮天主教會）/ 1.8% 新教 (改革宗) / 0.9% 東正教 / 0.3% 耶和華見證會 / 0.2% 新教 (衛理宗) / 10.6% 未表明 / 13.4% 無宗教 |
| 國內主要族群            | 64.3% 捷克人 25.3% 未表明 5% 摩拉維亞人 1.4% 斯洛伐克人 1.0% 烏克蘭人 3.0% 其他 | 83.7% 匈牙利人 3.1% 羅姆人 1.3% 德意志人 14.7% 未申報                                                                                            | 98% 波蘭人 2% 其他/未申報                                                       | 80.7% 斯洛伐克人 8.5% 匈牙利人 2.0% 斯洛伐克羅姆人 0.6% 捷克人 0.6% 卢森尼亚人 0.1% 烏克蘭人 0.1% 德意志人 0.1% 波蘭人 0.1% 摩拉維亞人 7.2% 未表明                               |
| GDP (國際匯率)（美元    | - ▲ $2452.26億（2018）（第45） - ▲ 人均$23,113（2018）（第36）                  | - ▲ $161.182億(2018)（第54） - ▲ 人均$16,484（2018）（第47）                                                                                     | - ▲ $5858.16億 (2018)（第21)） - ▲人均 $15,426（2018）（第56）                  | - ▲ $1065.73億（2018）（第60） - ▲ 人均$19,579（2018）（第40） |
| 外債（美元）            | $777.86 億（2019年第二季度） GDP 31.6%                                          | $1124.07 億（2019年第二季度） GDP 66.6% | $2818.12 億（2019年第二季度） GDP 47.5%                                         | $515.24 億（2019年第二季度） GDP 46.9% |
| GDP (購買力平價) (美元) | - ▲ $3961.76億（2018） (第45) - ▲人均$37,340（2018） (第34)                     | - ▲ $3120.52億（2018) (第53) - ▲ 人均$31,914（2018） (第40)                                                                                      | - ▲ $12150億（2018） (第23) - ▲ 人均$32,005（2018） (第41)                      | - ▲ $1912.52億(2018) (第68) - ▲ 人均$35.136（2018） (第38) |
| 貨幣                    | 捷克克朗 （CZK）                                                                | 福林 （HUF） | 波蘭茲羅提（PLN）                                                               | 欧元（EUR） |
| 人類發展指數            | 0.891 極高 第26                                                                 | 0.845 極高 第43 | 0.872 極高 第32                                                                 | 0.857 極高 第36 |

### 中歐其他合作集團
- AHICE (中歐藝術史資訊)（英语：AHICE）
- 布加勒斯特九国
- 中歐防務合作（英语：Central_European_Defence_Cooperation）
- 中歐倡議
- 薩爾茨堡論壇（英语：Salzburg_Forum）
- 三海倡議

### 類似集團
- 三國協會（英语：Association_Trio）
- 獨立國家國協
- 克拉约瓦集团
- 南欧七国
- 盧布林三角
- 北歐防務合作機構
- 北歐波羅的海八國
- 威瑪三角
- 開放巴爾幹

### 其他
- 中欧
- 经济互助委员会
- 東方集團
- 國際維謝格拉德日（英语：International_Visegrád_Day）
- 自由城市公約
- 英國-波蘭-烏克蘭三邊協定（英语：British–Polish–Ukrainian_trilateral_pact）
- 苏联
- 华沙条约组织
- Intermarium 地區（英语：Intermarium_(region)）

## 外部連結
- 官方網站 （页面存档备份，存于）